# Korstmos

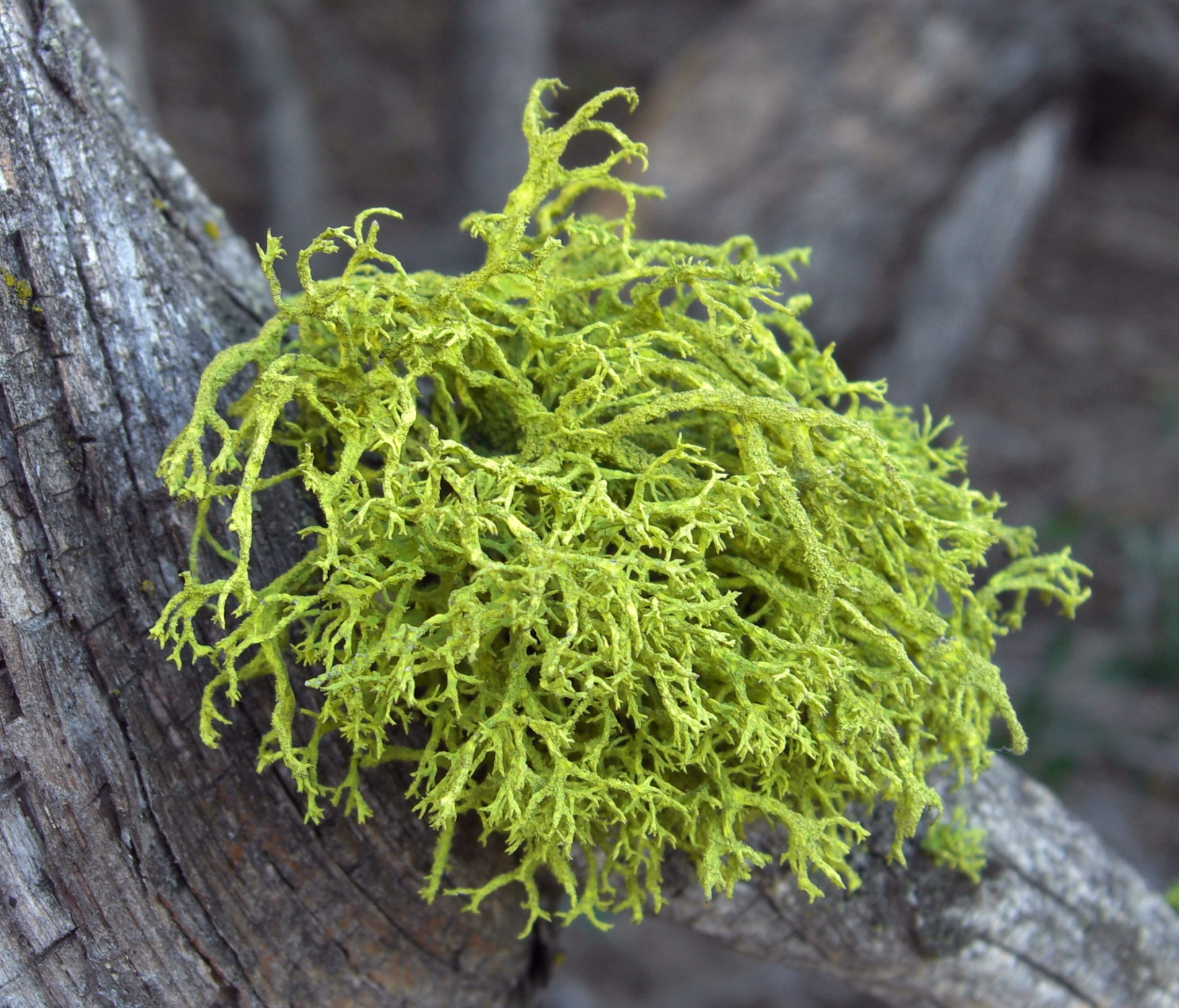
Letharia vulpina is een heldergroene korstmos die voorkomt op dode coniferen.

Een korstmos ofwel licheen is een schimmel die in mutualistische symbiose samenleeft met een groenwier of met een cyanobacterie (blauwwier), of, zelden, met beide. Samen vormen de beide componenten een welbepaalde morfologische structuur en vormen ze een fysiologische eenheid. Men spreekt hier van 'gelicheniseerde schimmels'.

## Symbiose
Korstmossen zijn 'gelicheniseerde schimmels', waarbij de symbionten vaak zo sterk verbonden zijn dat ze onder natuurlijke omstandigheden niet zonder elkaar kunnen overleven.
In de symbiose kunnen verschillende licheenstoffen (gecompliceerde chemische verbindingen) worden gevormd, die niet door een van de symbionten alleen gevormd kunnen worden. Het aantonen van de licheenstoffen met behulp van bepaalde chemicaliën kan behulpzaam zijn bij de determinaties van de korstmossoorten.

### Symbionten
De schimmelcomponent (de mycobiont) behoort gewoonlijk tot de ascomyceten, slechts zelden tot de basidiomyceten. De schimmel kan gewoonlijk voortplantingsorganen vormen. De afspraak is dat de mycobiont de botanische naam en de systematische indeling van het korstmos bepaalt.
De algencomponent (de fycobiont of fotobiont) is een eencellige vertegenwoordiger van de groenwieren of van de cyanobacteriën ('blauwalgen'), en is in staat tot fotosynthese. Bij sommige korstmossoorten zijn zowel een groenwier als een blauwwier aanwezig als fycobiont.

### Wederzijdse voordelen
De mycobiont heeft voordeel van de algen:
- De fycobiont haalt door middel van fotosynthese energie uit zonlicht en gebruikt die om anorganische verbindingen om te zetten tot suikeralcoholen, waarmee de schimmel zich voedt.
- Sommige cyanobacteriën zijn in staat stikstof uit de lucht te binden tot stikstofverbindingen zoals nitraten, waarmee de schimmel zijn voordeel kan doen.

De fycobionten hebben ook voordeel van de schimmel:
- De schimmel houdt water vast, dat afkomstig is uit de lucht (regen en mist), zodat de algen het kunnen gebruiken voor de fotosynthese.
- De schimmel scheidt zuren af, met behulp waarvan de algen mineralen kunnen opnemen uit een mineraal substraat.
- De schimmel omgeeft de algen en biedt zo bescherming tegen intensief zonlicht of chemische invloeden.
- Sommige schimmels zijn giftig en beschermen daarmee de algen tegen vraat.

## Leefwijze
Veel korstmossen groeien traag (soms niet meer dan 0,1 mm per jaar), en groeien als pionier daarom vooral daar waar ze niet door zaadplanten kunnen worden verdrongen. 
Men vindt korstmossen bijvoorbeeld vaak als pioniers op boomschors of op kaal gesteente, en in het cultuurlandschap op grafstenen, dakpannen, stoeptegels en muren, waarop ze, in tegenstelling tot planten, kunnen leven, en waarin ze soms zelfs kunnen doordringen. 
Korstmossen vormen een belangrijk onderdeel van de vegetatie van toendra's en in het Antarctisch gebied. Een voorbeeld in het Arctische gebied is het rendiermos, dat in Lapland een groot deel van het jaar het belangrijkste voedsel van de rendieren vormt. 
Ook behoren korstmossen tot de weinige "organismen" die een verblijf van twee weken in het vacuüm en de zeer sterke UV-straling van de buitenaardse ruimte kunnen doorstaan.
Over de geslachtelijke voortplanting van korstmossen is weinig bekend, hoewel de meeste tot de Ascomycota behorende soorten apothecia en pycnidia kunnen vormen.
Veel korstmossen hebben vooral een ongeslachtelijke voortplanting door in soralen gevormde poedervormige sorediën, door makkelijk afbreekbare isidiën (staafvormige uitgroeisels) of grotere thallusfragmenten. Hierbij blijven de schimmel en de alg samen. Geslachtelijke voortplanting vindt mogelijk plaats door sporen, die over grote afstanden door de lucht verspreid kunnen worden, en dan mogelijk een nieuw thallus vormen als op de landingsplaats een geschikte alg wordt gevonden.

## Milieu
Korstmossen stellen weinig milieueisen aan hun groeiplaats. Korstmossen kunnen toe met weinig voedingsstoffen en halen die vaak uit de neerslag en het stof in de lucht. Ze zijn wel gevoelig voor luchtverontreiniging. Sommige soorten verdwijnen in gebieden waar de concentratie zwaveldioxide (SO2) hoog is. De aan- of afwezigheid van korstmossen wordt daarom wel gebruikt als een indicator voor luchtverontreiniging.
Ook kunnen korstmossen in geval van uitdroging lange tijd, soms jarenlang, in een rustfase blijven, en weer actief worden als ze bevochtigd worden. Daarom vormen korstmossen een belangrijke component van het leven in de poolgebieden en de hooggebergten, waar water in grote delen van de tijd alleen in onbruikbare bevroren toestand voorkomt. 
In de zestiger en zeventiger jaren was het aantal soorten epifytische korstmossen op de stammen van loofbomen in grote delen van Nederland door de luchtverontreiniging zo sterk afgenomen dat men sprak van 'epifytenwoestijnen'. Baardmossen en struikvormige korstmossen zijn het gevoeligst voor luchtverontreiniging, korstvormige korstmossen bleken minder gevoelig. Doordat de SO2-uitstoot in Nederland en België aanzienlijk is verminderd sinds er minder steenkool wordt gebruikt in elektriciteitscentrales en voor verwarming van woningen, hebben begroeiingen met korstmos zich weer enigszins hersteld.
In gebieden waar veel ammoniak in de lucht zit, gewoonlijk afkomstig van de veeteelt, verdwijnen veel verschillende korstmossoorten, terwijl enkele andere soorten, zoals groot dooiermos (Xanthoria parietina), juist beter groeien met ammoniak door bemesting en door het wegvallen van concurrentie van stikstofgevoelige soorten.

## Vorm en structuur

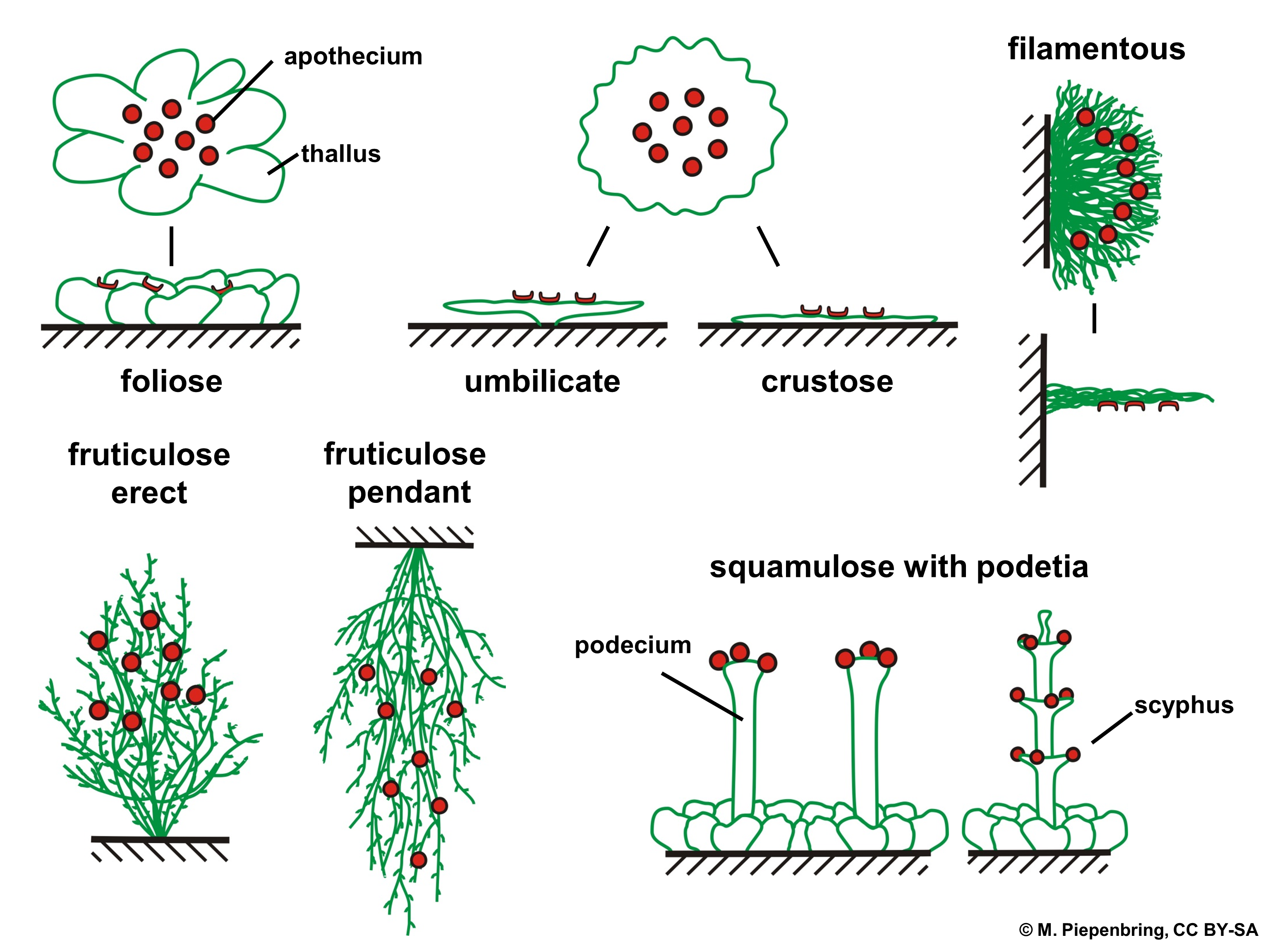
Groeivormen bij korstmossen

Meestal hebben de korstmossen een specifieke vorm, kleur en structuur, die niet direct overeenkomt met die van de vrijlevende bionten. In enkele gevallen bestaat het thallus uit klonten met algen, die doorgroeid zijn met schimmeldraden, of uit een mycelium, met verspreid ingebedde algen.
In sommige gevallen worden cefalodia aangetroffen: beperkte plaatsen met blauwwieren in korstmossen met verder groenwieren.

### Groeivormen
Voor korstmossen wordt een eigen indeling in groeivormen gebruikt, met als hoofdgroepen: poedervormige, korstvormige, bladvormige, struikvormige, baardvormige, haarvormige en geleivormige korstmossen. 
De term macrolichenen wordt gebruikt voor struikvormige en de bladvormige korstmossen samen.

Anatomie van het thallus bij verschillende groeivormen
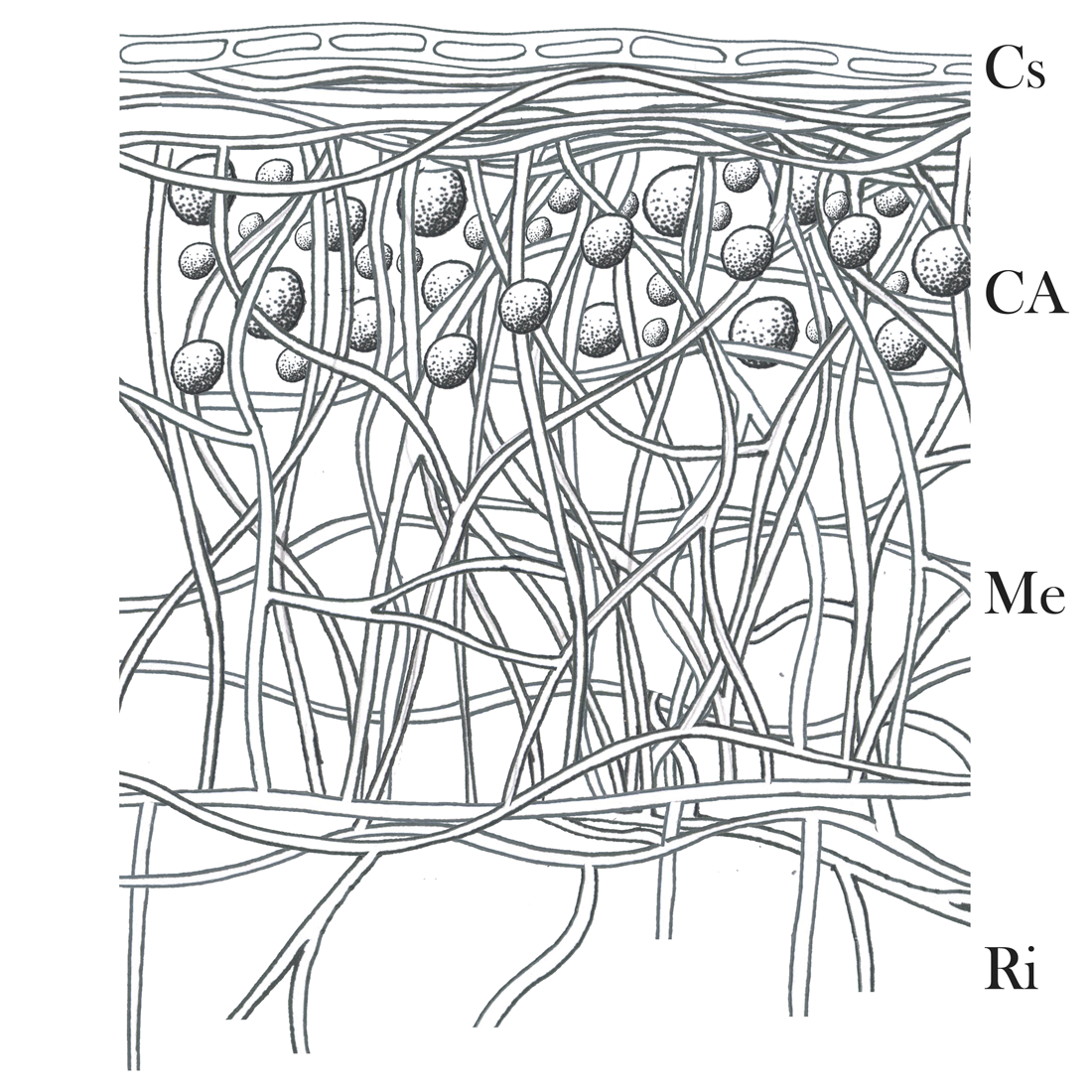
Korstvormige korstmossen 1 algenlaag
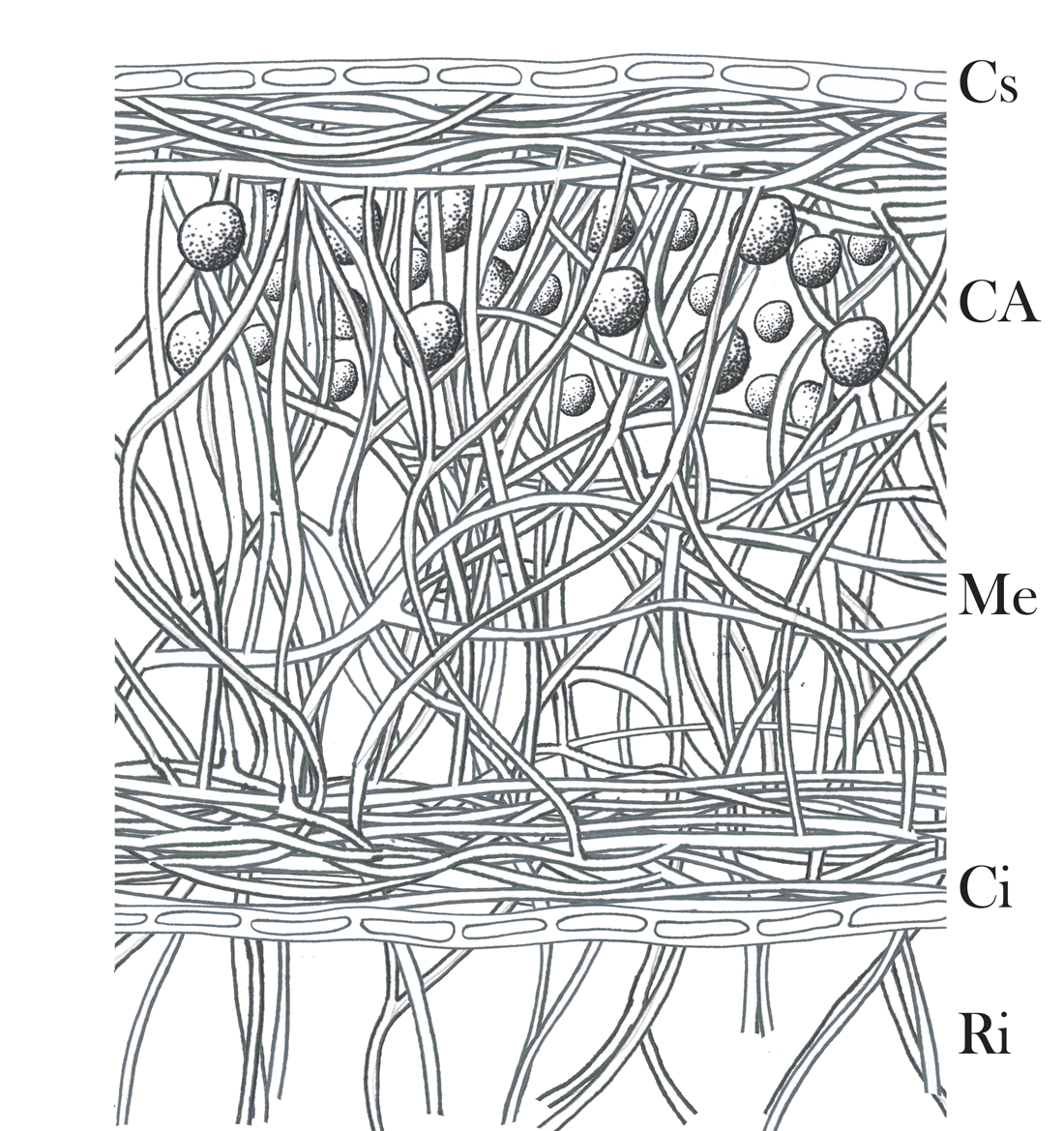
Bladvormige korstmossen 1 algenlaag en met onderschors
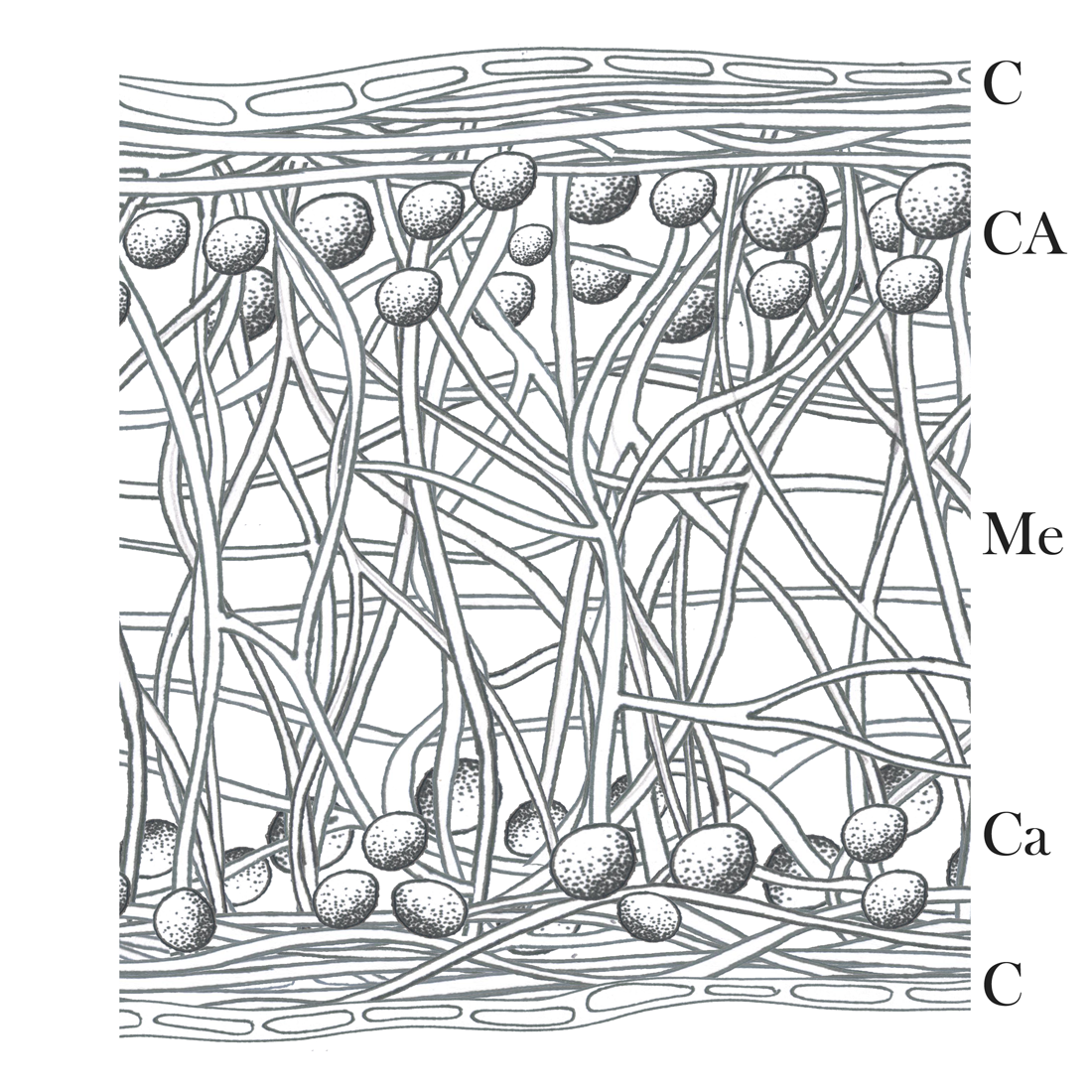
Struikvormige korstmossen 2 algenlagen en onderschors

#### Korstvormige korstmossen
Bij korstvormige korstmossen bestaat het thallus uit kleine areolen, die niet altijd even duidelijk aaneensluiten. Het heeft een soms nog duidelijke prothallus waarop areolen zitten (Haematomma sp.).
Er zijn verschillende typen:
- endolitisch: in steen groeiend (soorten van Verrucaria)
- endophloeodisch: in schors of hout groeiend
- placoied: langgerekte, smalle of schubvormig verbrede lobben op plaatsen van thallusareolen
- squamuleus: de randschubben niet meer vergroeid met substraat (veel soorten van Lecanora en Lecidea)
- peltaat: in het midden over een groot deel aan de onderzijde bevestigd aan substraat (veel soorten van Lecanora)
- pulvinaat: opgerichte lobben, niet alleen aan de rand (Toninia caeruleonigricans)

Korstvormige korstmossen
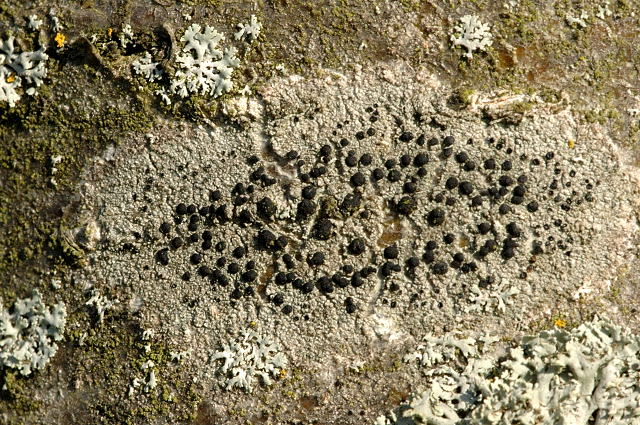
Buellia disciformis met zwarte apothecia
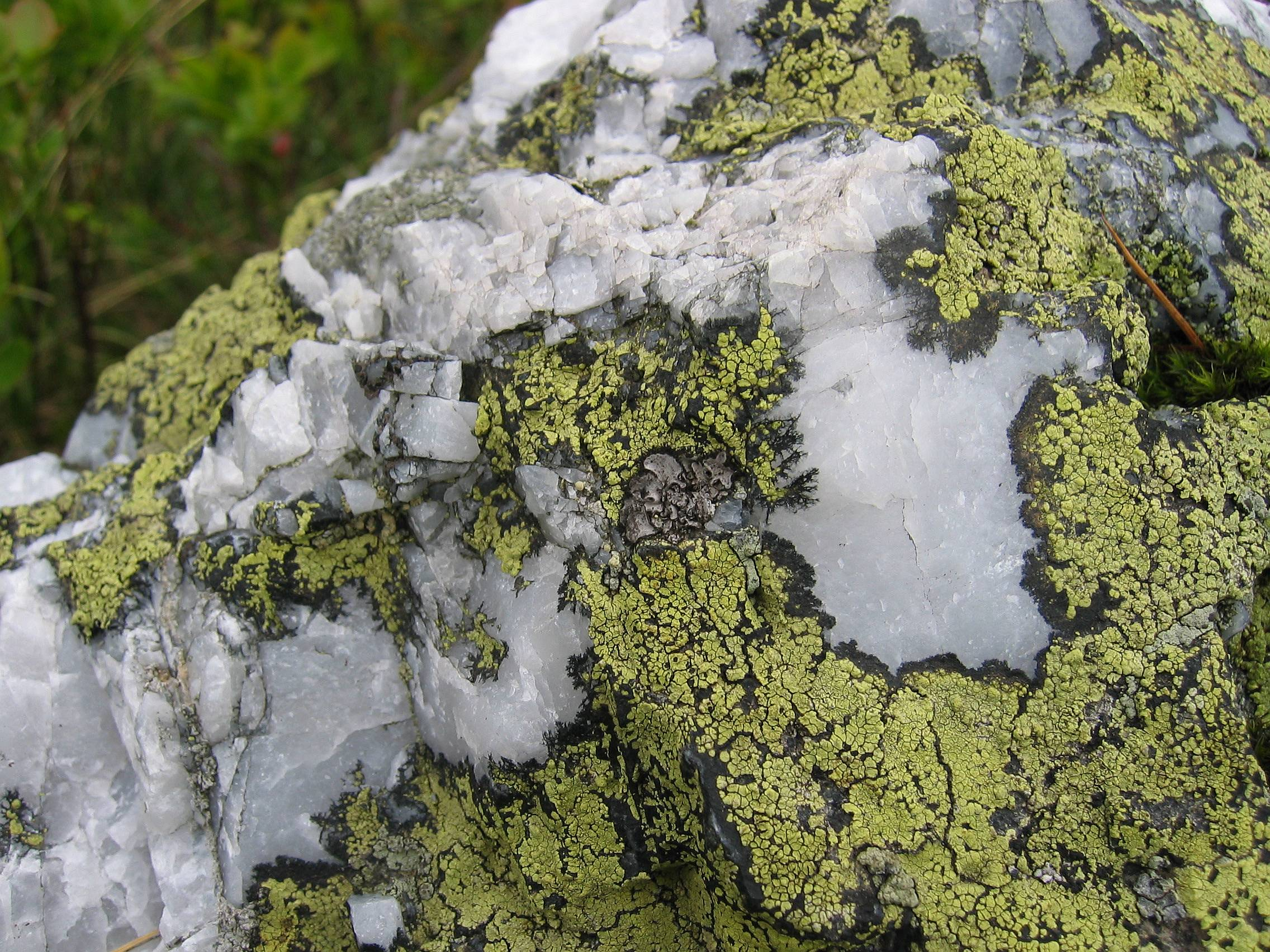
Gewoon landkaartmos (Rhizocarpon geographicum), een korstmos op kwarts
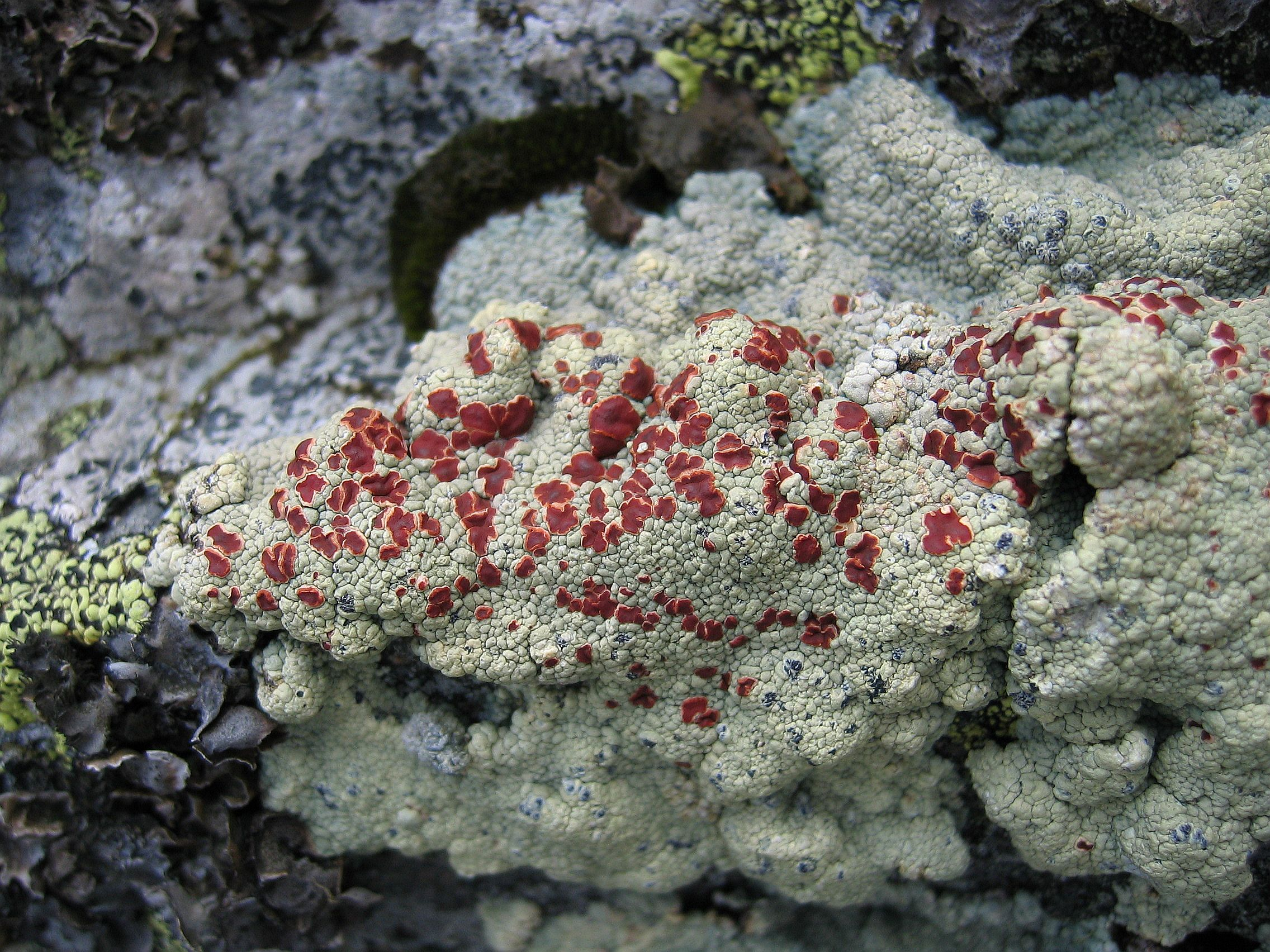
Alpenbloedkorst (Ophioparma ventosa)

#### Bladvormige korstmossen
Bij bladvormige korstmossen hebben de lobben een duidelijk verschillende onder- en bovenzijde. De lobben liggen ten minste voor een deel vrij van het substraat en zijn er niet mee vergroeid. Er zijn twee hoofdtypen: laciniate en umbilicate bladvormige korstmossen.
- laciniaat: de kenmerkende gelobde korstmosvorm met grote vormenrijkdom. Voorbeelden: soorten van de geslachten Peltigera, Xanthoria en Parmelia
- umbilicaat: schildvormige korstmossen met in het midden aan de onderzijde een aanhechting, waardoor aan de bovenzijde een 'navel' zichtbaar is (voorbeeld soorten van Umbilicaria)

Bladvormige korstmossen
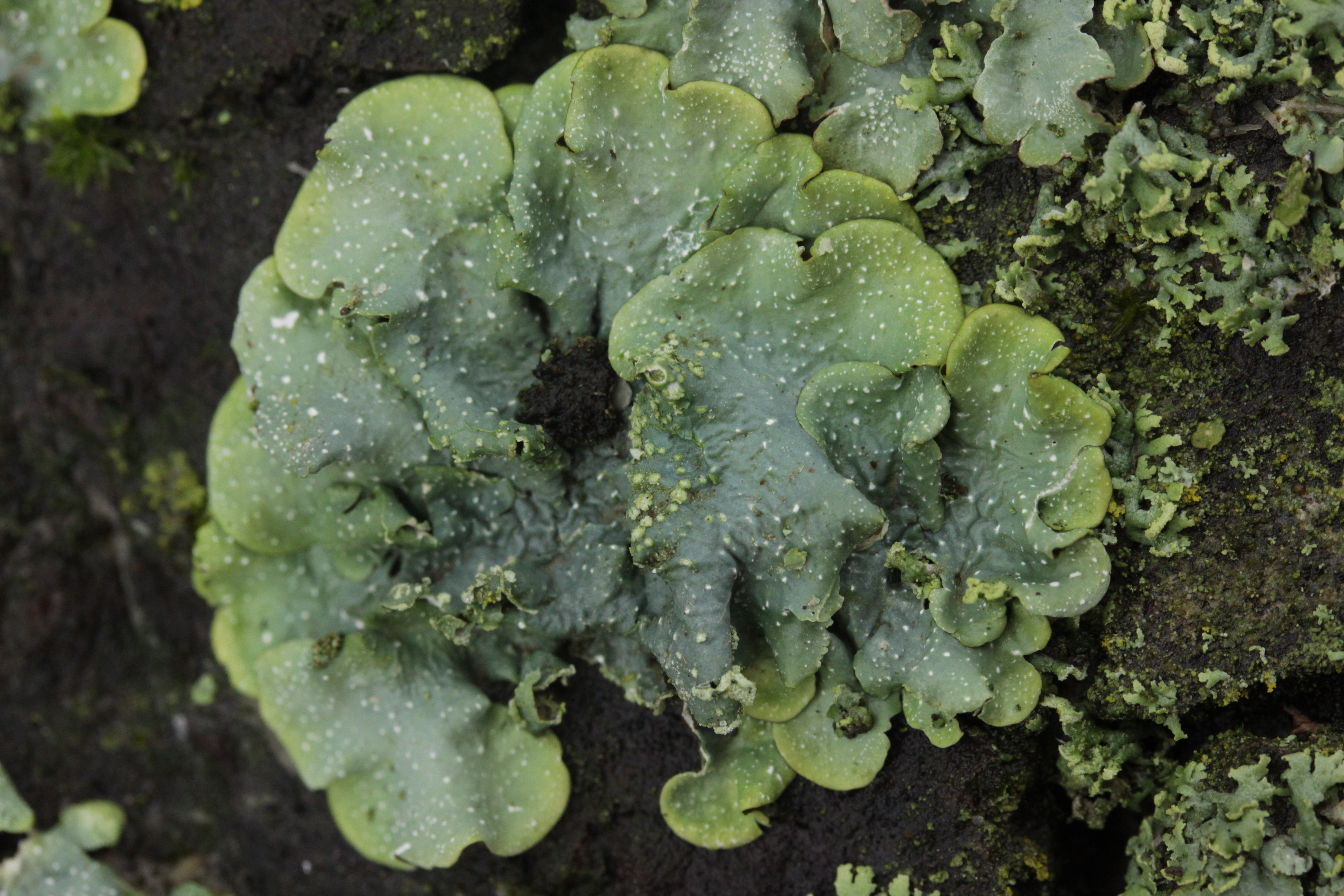
Witstippelschildmos (Punctelia borreri) met pseudocyphellen
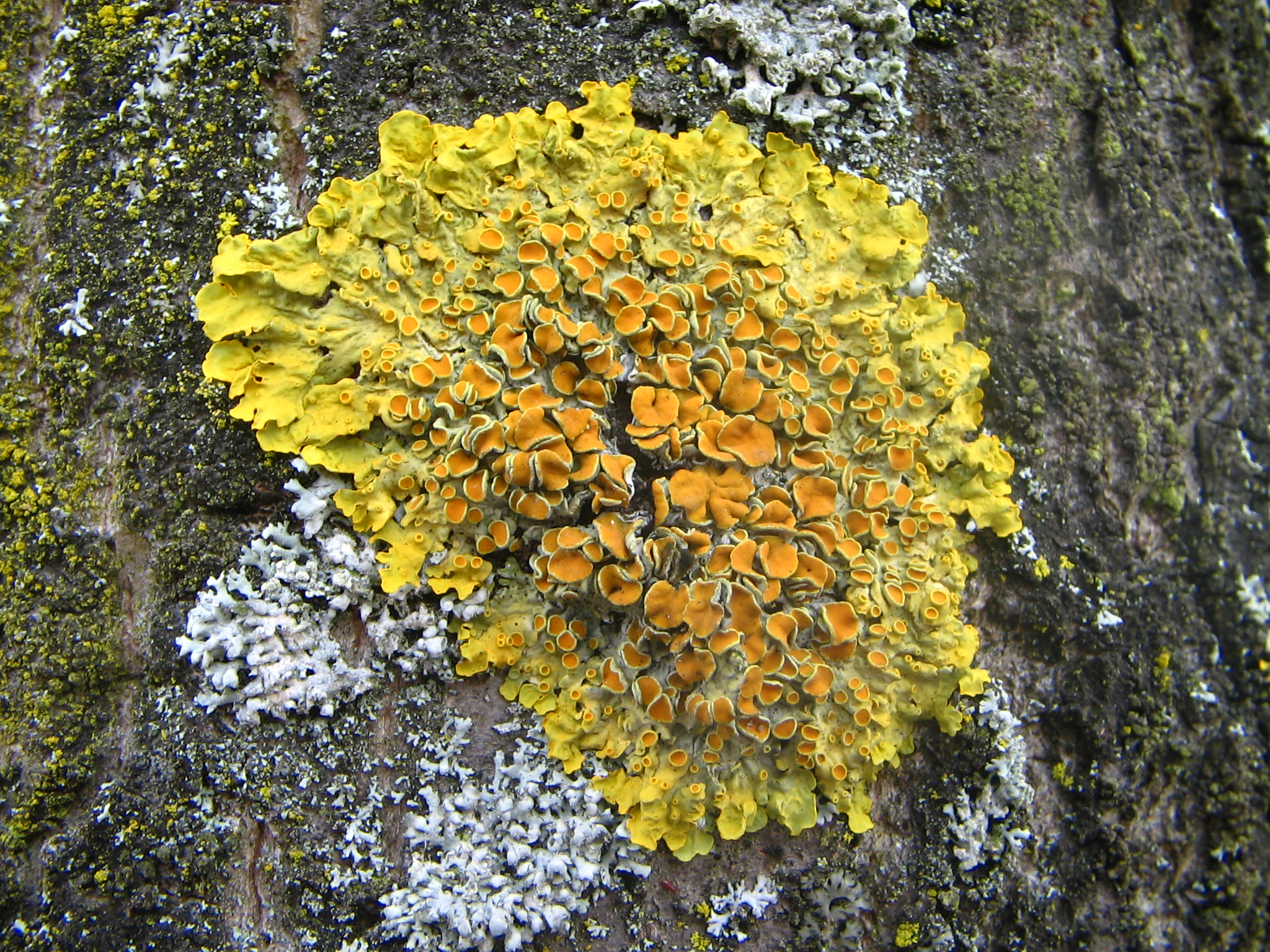
Groot dooiermos (Xanthoria parietina), een korstmos met veel apothecia
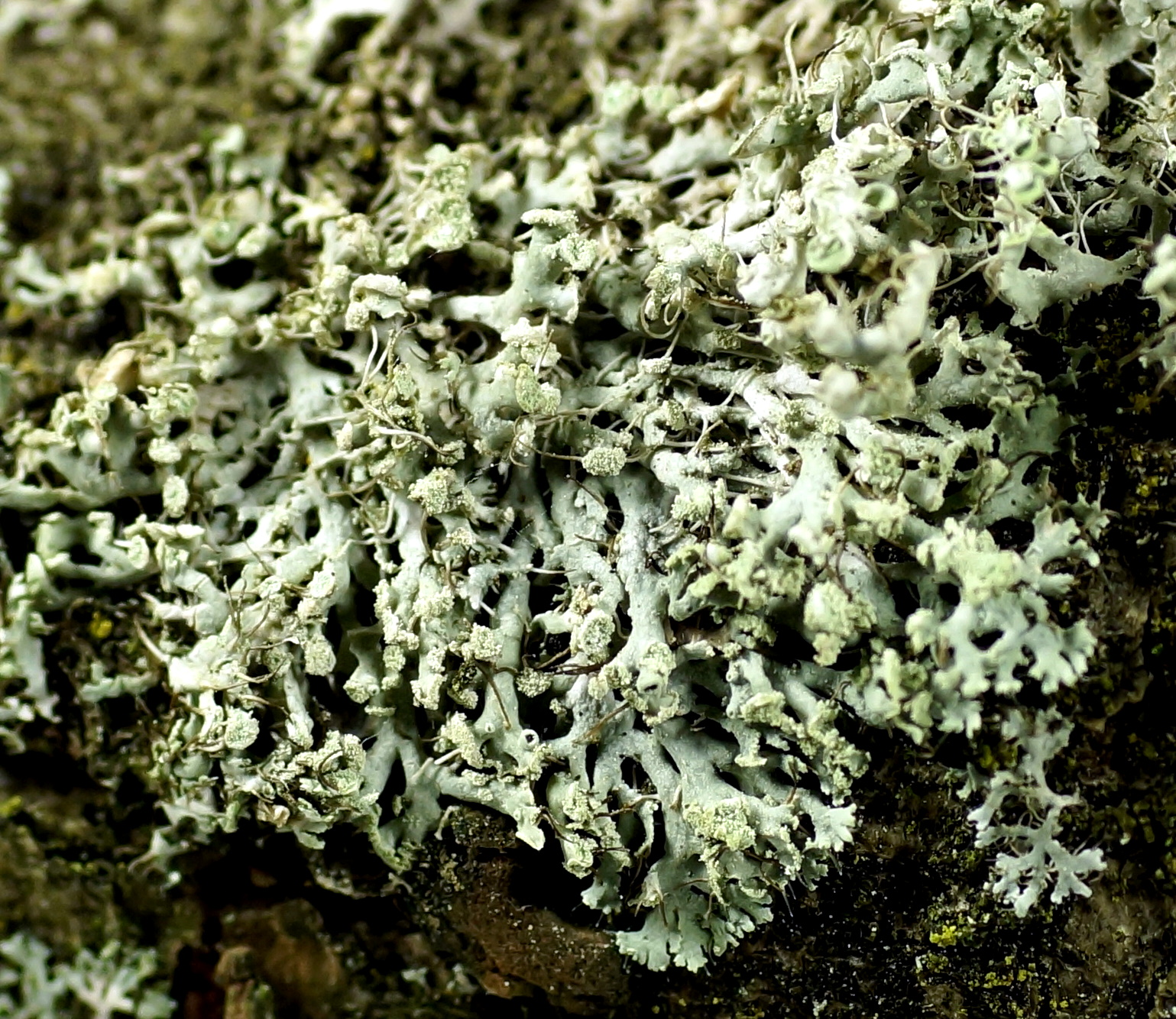
Heksenvingermos (Physcia tenella), een korstmos met lipsoralen
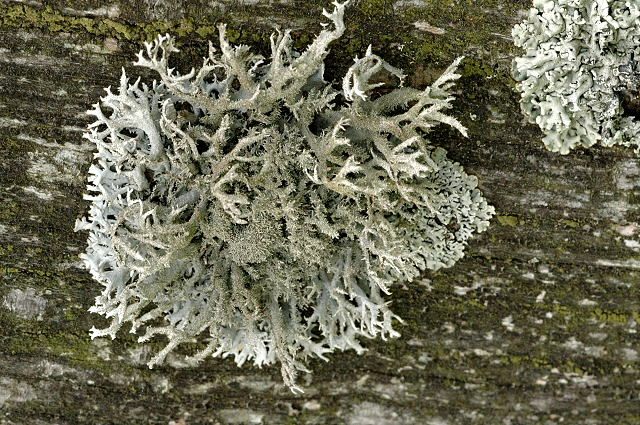
Purper geweimos (Pseudevernia furfuracea), een korstmos met isidiën

#### Struikvormige korstmossen
Bij struikvormige korstmossen is het thallus bandvormig of cilindrisch en is over het algemeen radiair gebouwd. Voorbeelden: Ramalina, Evernia, Cladonia (bekertjes- en rendiermossen; hier spreekt men meestal van podetiën, enkelvoud: podetium). 

Struikvormige korstmossen
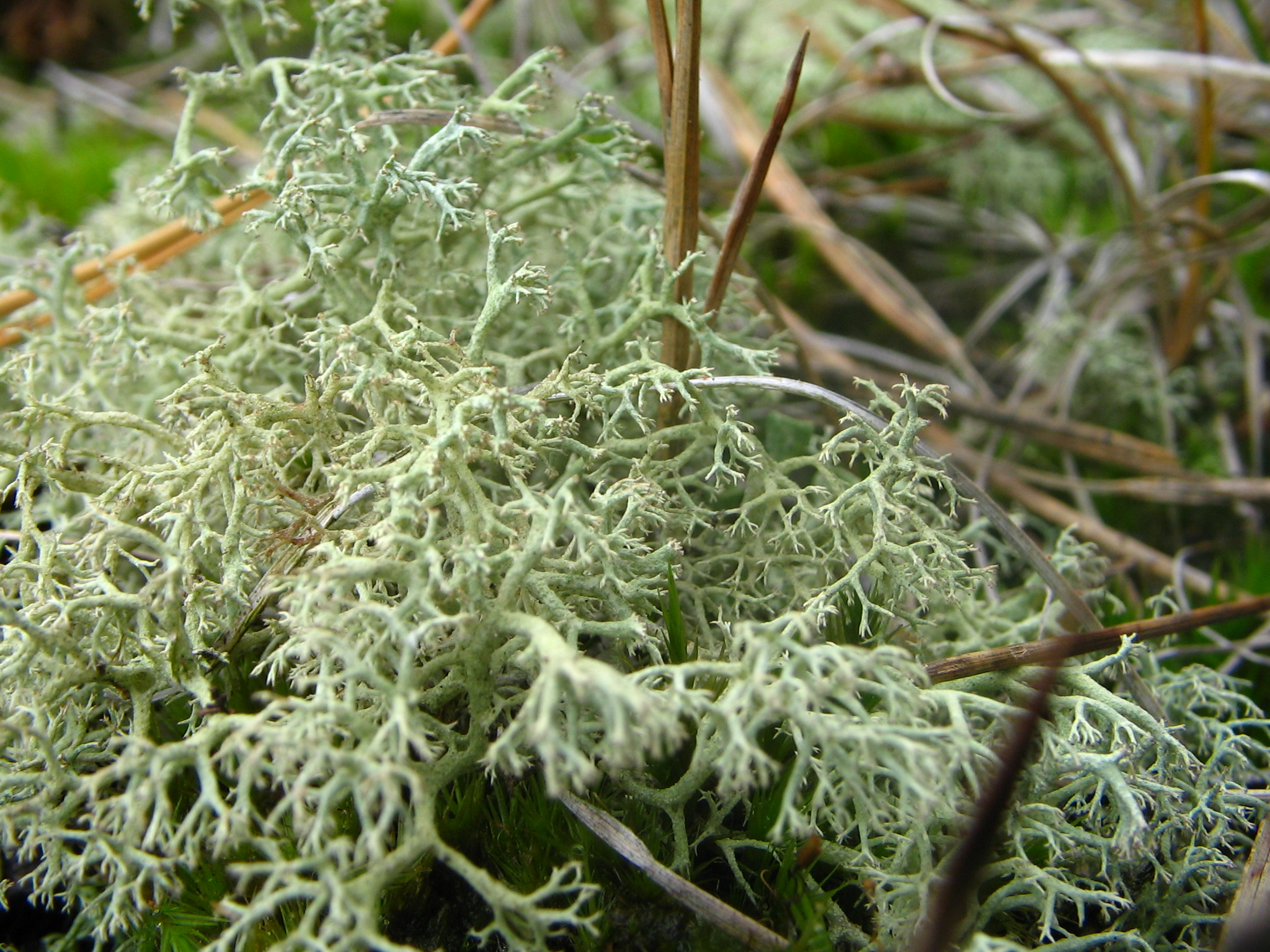
Open rendiermos (Cladonia portentosa)
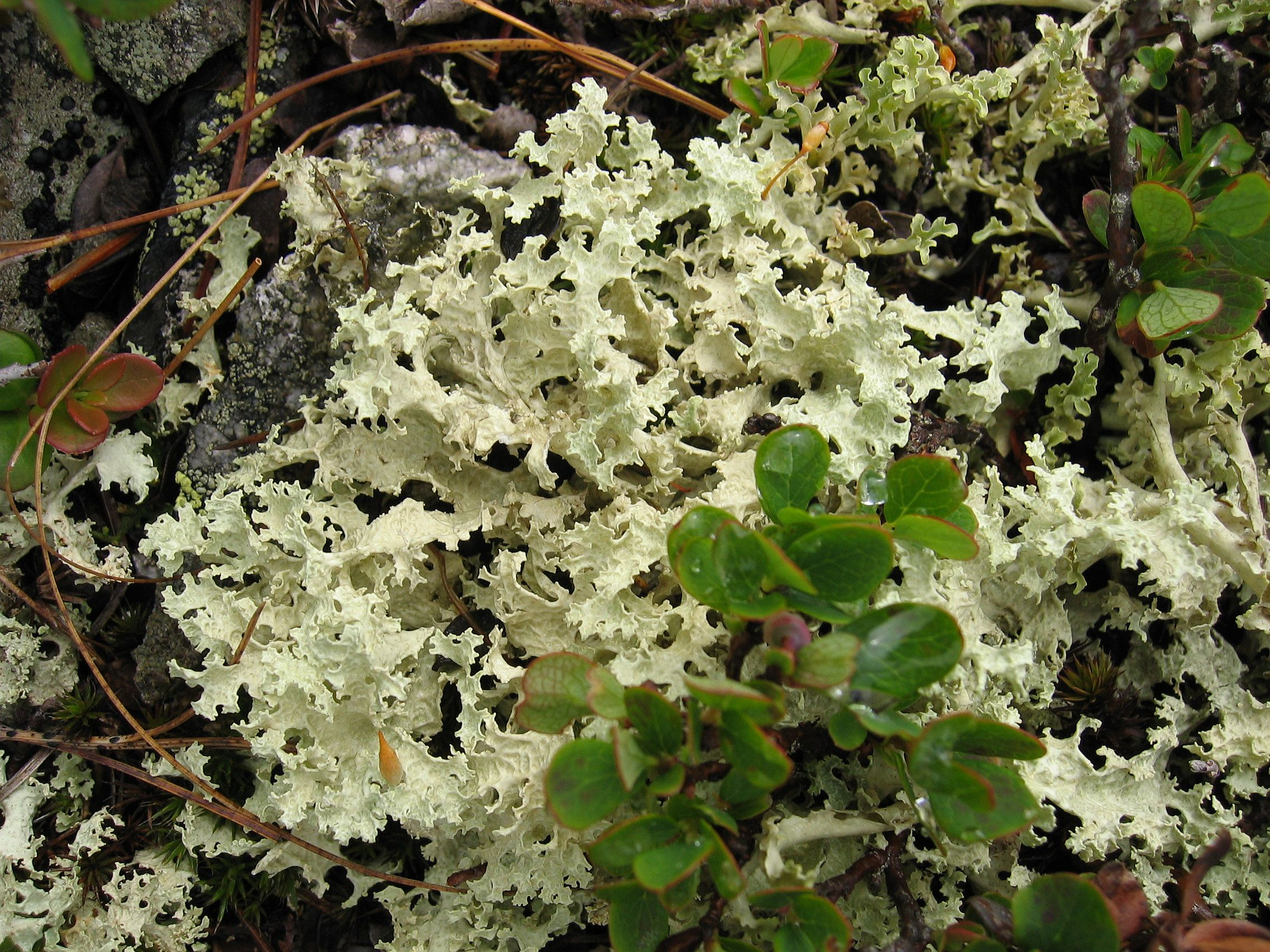
Bleekgeel boerenkoolmos (Flavocetraria nivalis)

#### Baardvormige korstmossen
De baardvormige korstmossen komen overeen met de struikvormige korstmossen, maar dan hangend. Voorbeeld: Usnea (baardmos).

Baardvormige korstmossen
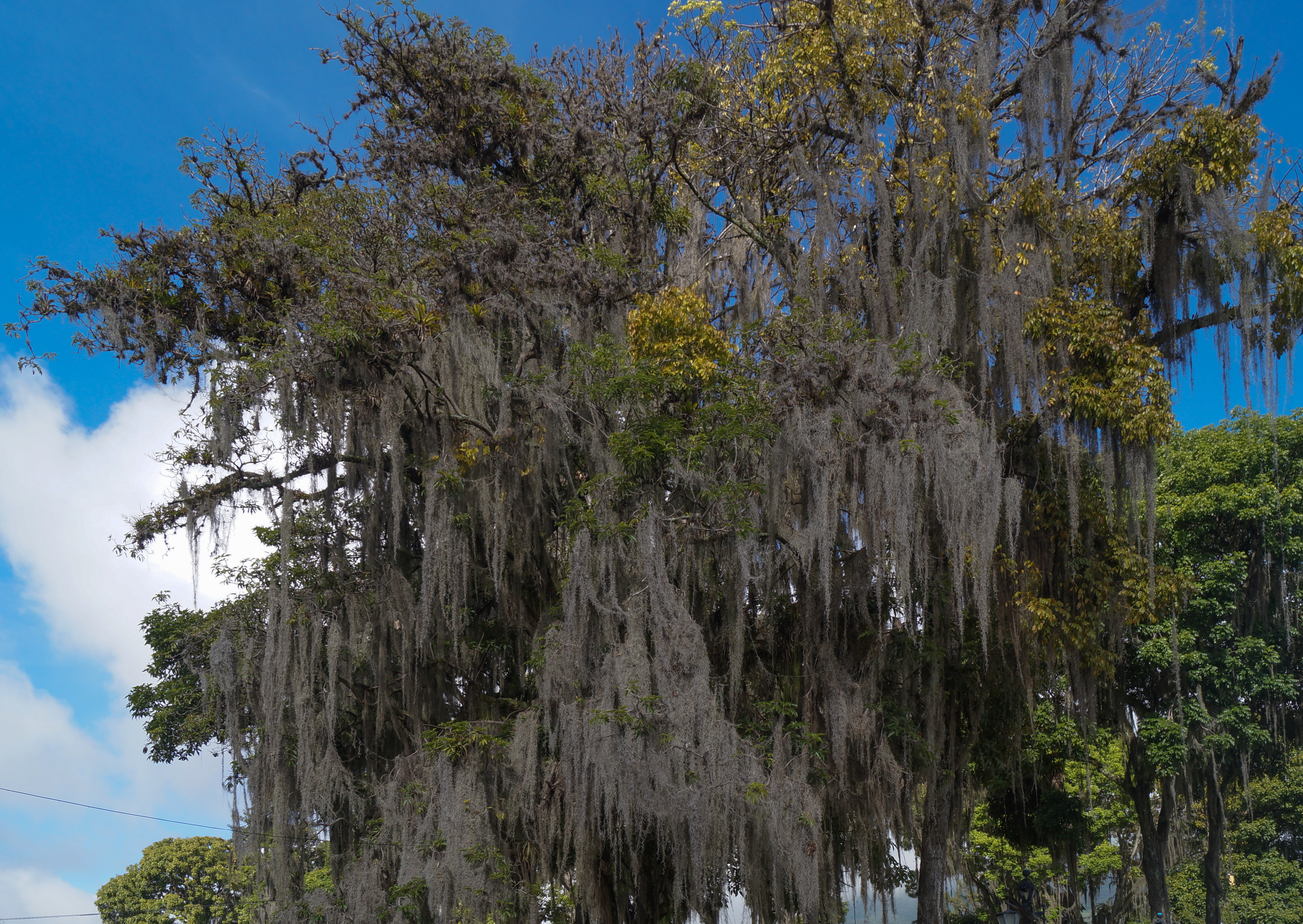
Usnea barbata
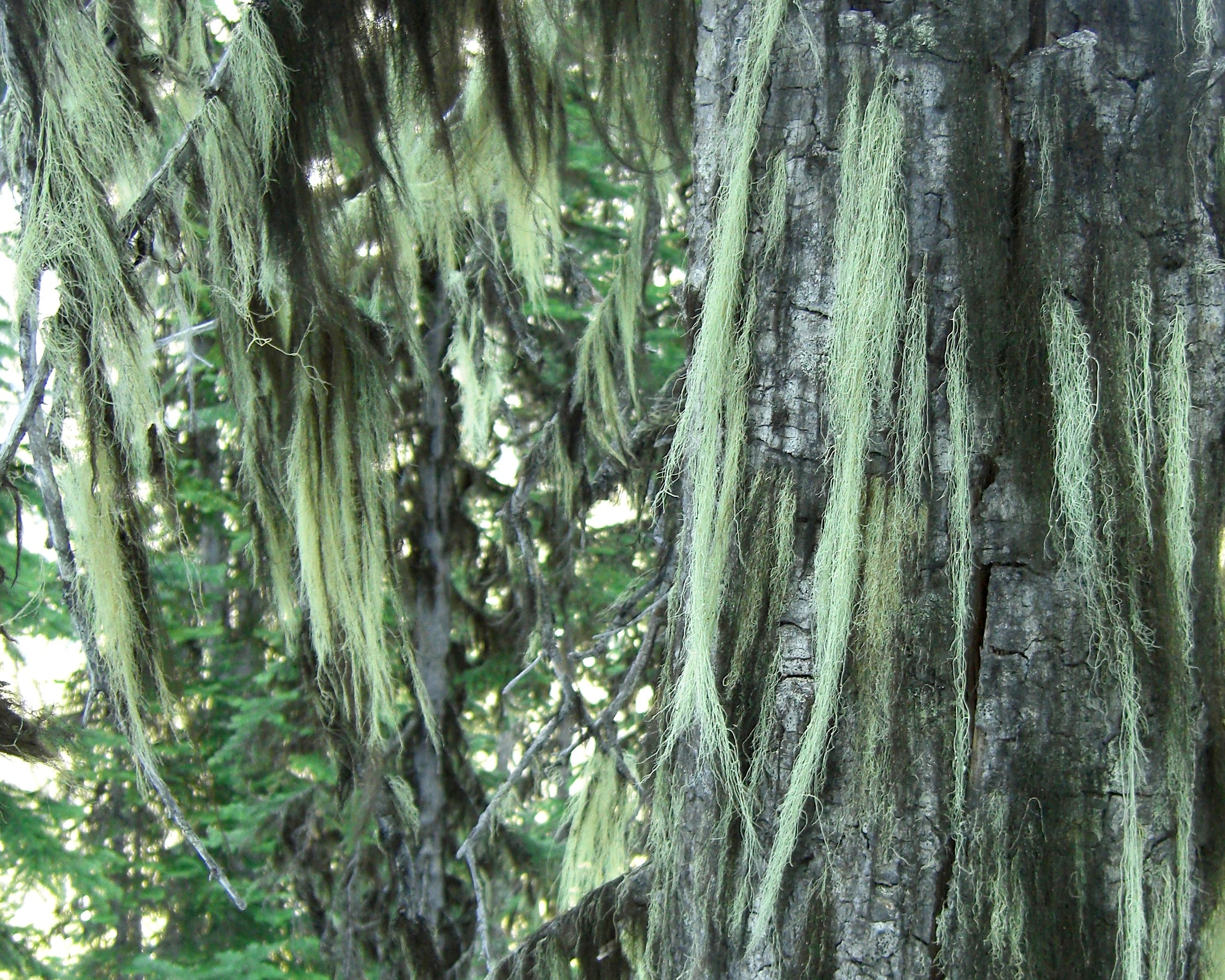
Alectoria sarmentosa
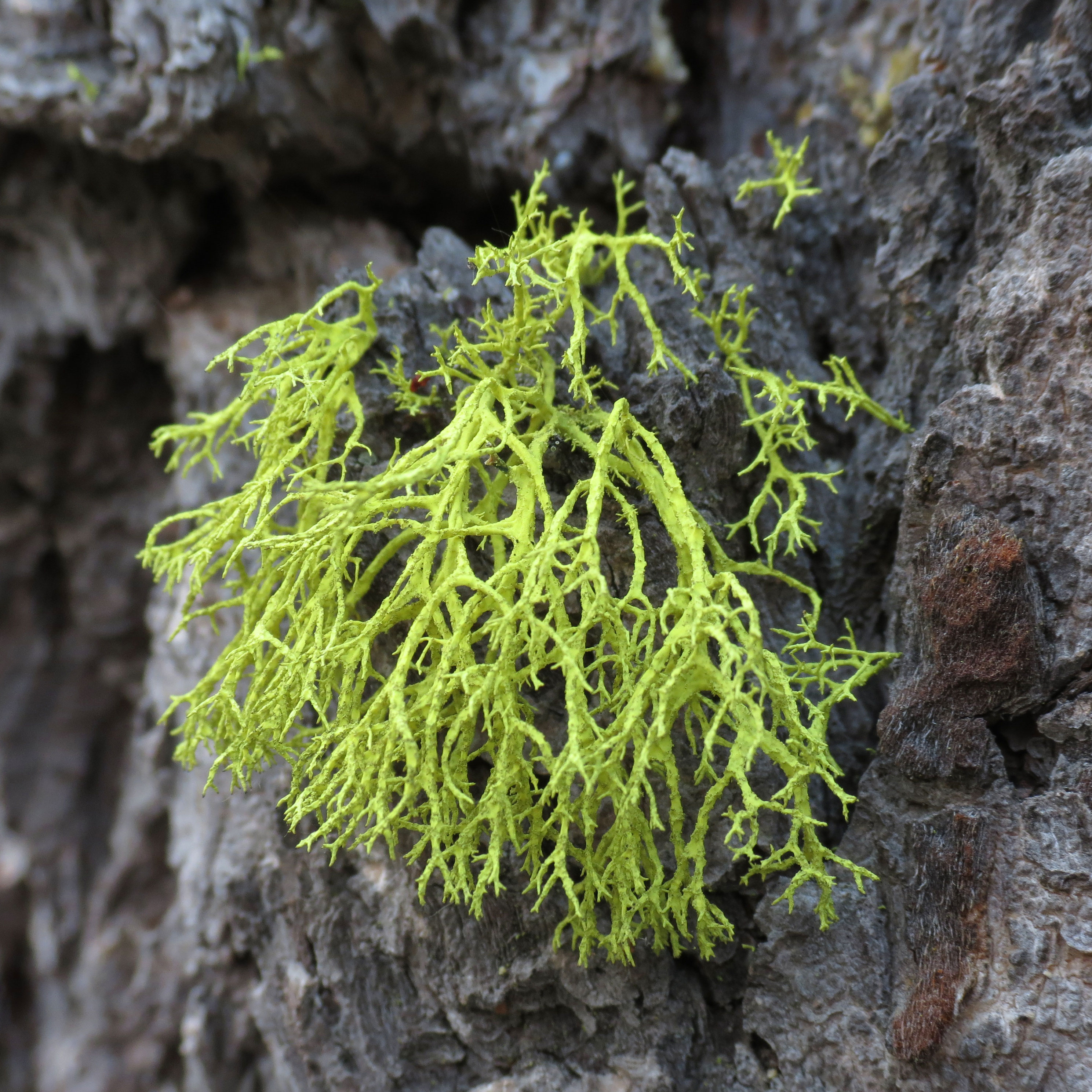
Letharia vulpina, zwak baardvormig

#### Geleivormige korstmossen
Bij geleivormig korstmossen bepalen de symbiotische blauwalgen de geleiachtige consistentie en de donkere kleur. Allerlei groeivormen komen voor bij de geleivormige korstmossen, maar deze korstmossen zijn meestal klein. Voorbeeld: Collema-soorten.

Geleivormig korstmos
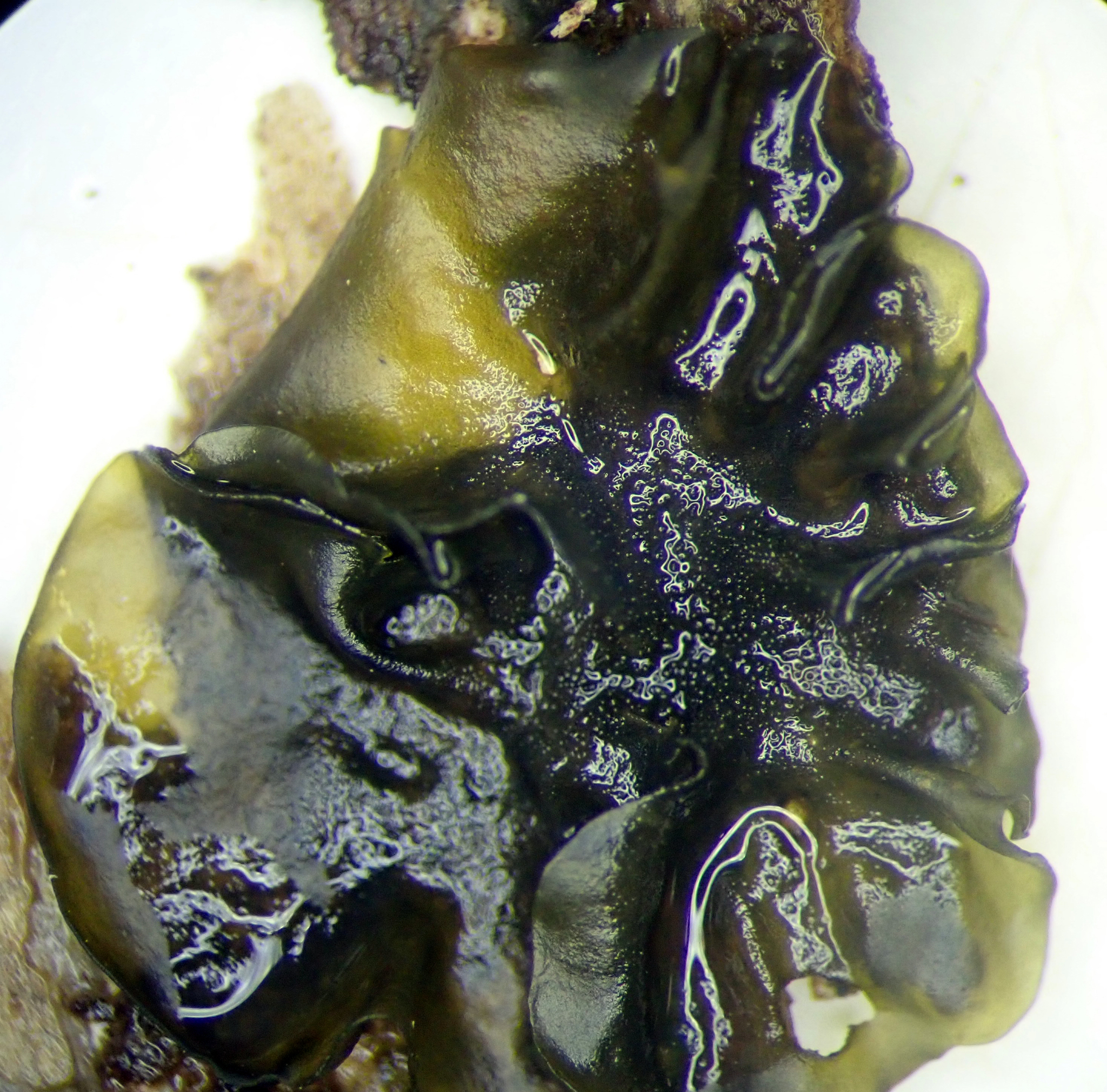
Collema subflaccidum

#### Haarvormige korstmossen
De haarvormig korstmossen zijn kleine, struikvormige korstmossen met een haardun thallus, waarbij de alg de groeivorm bepaalt (dit in tegenstelling tot de meeste andere korstmossen).

### Thallusbouw
Korstmossen hebben een thallus met een zeer eenvoudige tot meer gecompliceerde bouw. Bij korstmossen worden echter geen wortel, stengel en blad onderscheiden, zoals bij de landplanten (Embryophyta).

#### Gelaagdheid
Op grond van de plaats van de algenlaag in het thallus kunnen twee hoofdtypen worden onderscheiden: homomeer en heteromeer thallus.
- bij het "homomere type" liggen de algen min of meer homogeen verspreid door het thallus;
- bij het "heteromere type" liggen de algen in een of twee duidelijk onderscheidbare lagen die bestaan uit een los weefsel van hyfen met algen. Er is dan ook een merglaag (de medulla, die bestaat uit een los vlechtwerk van hyfen) te onderscheiden, die bestaat uit een weefsel van hyfen zonder algen. Naar buiten toe worden algenlaag en merglaag begrensd door een schorslaag (de cortex, die bestaat uit een dicht vlechtwerk van hyfen). Vaak ligt de schors alleen aan de bovenzijde, maar sommige soorten hebben aan de onderzijde ook een schors.

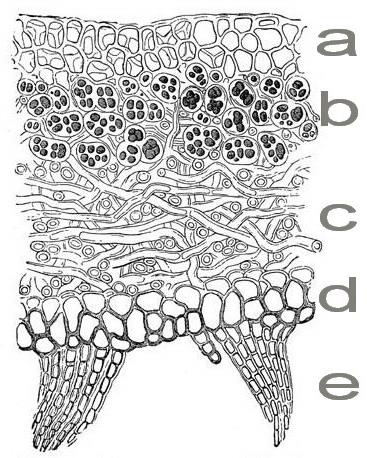
Doorsnede van een heteromeer thallus: a. bovencortex; b. algenlaag (fotobiontzone); c. merg; d. ondercortex; e. aanhangsels
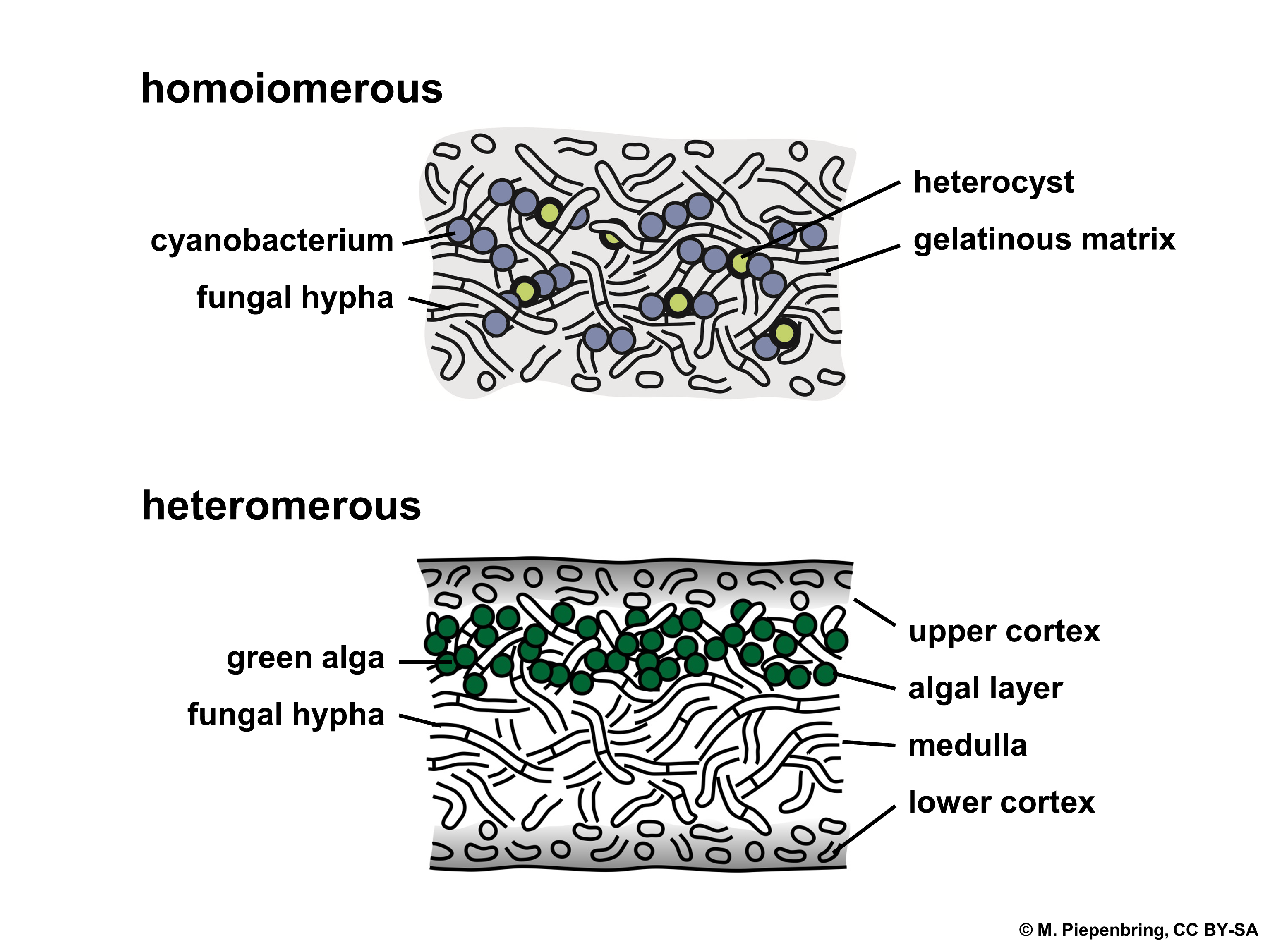
homomeer en heteromeer thallus
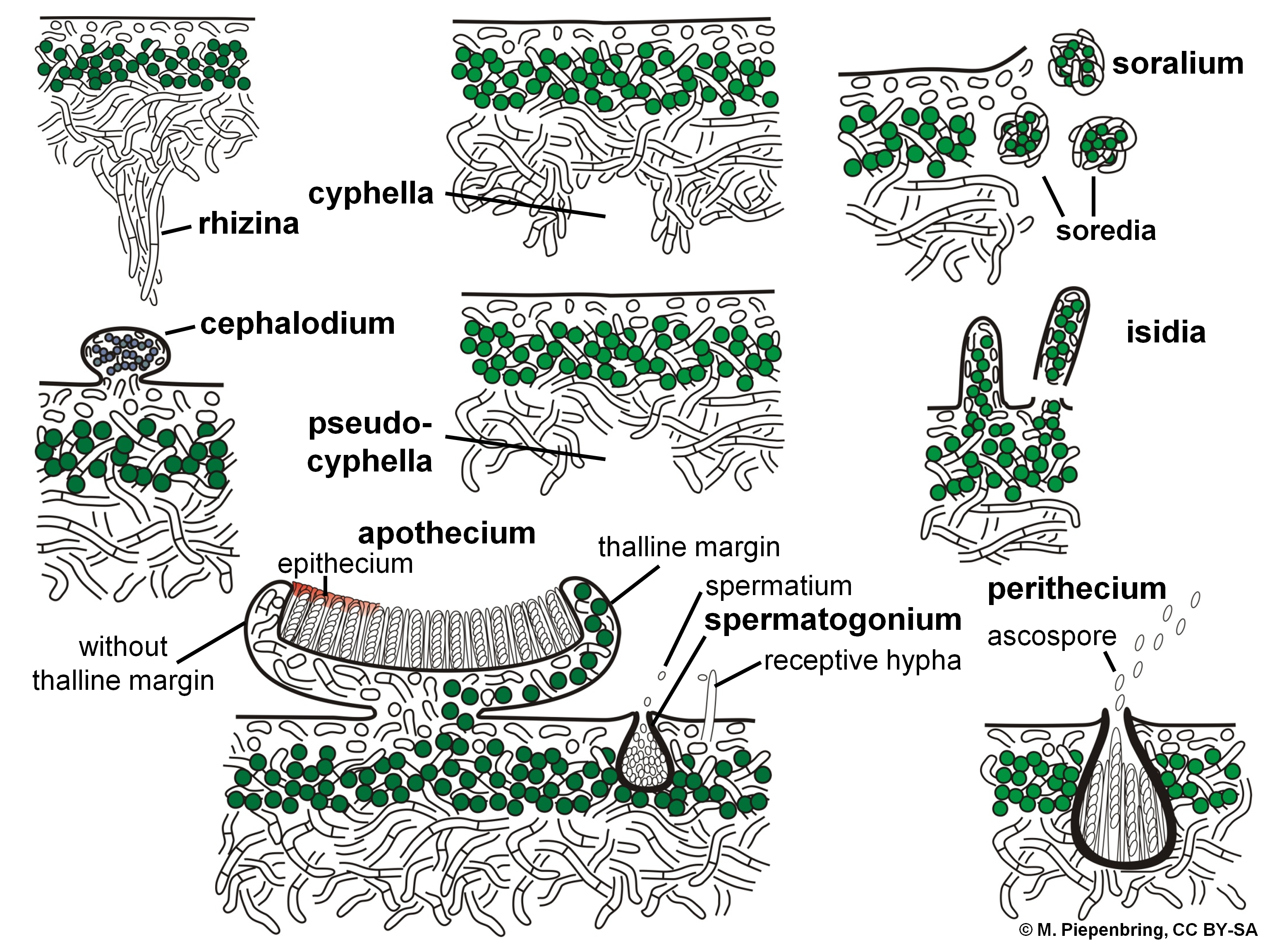
bouw van het thallus
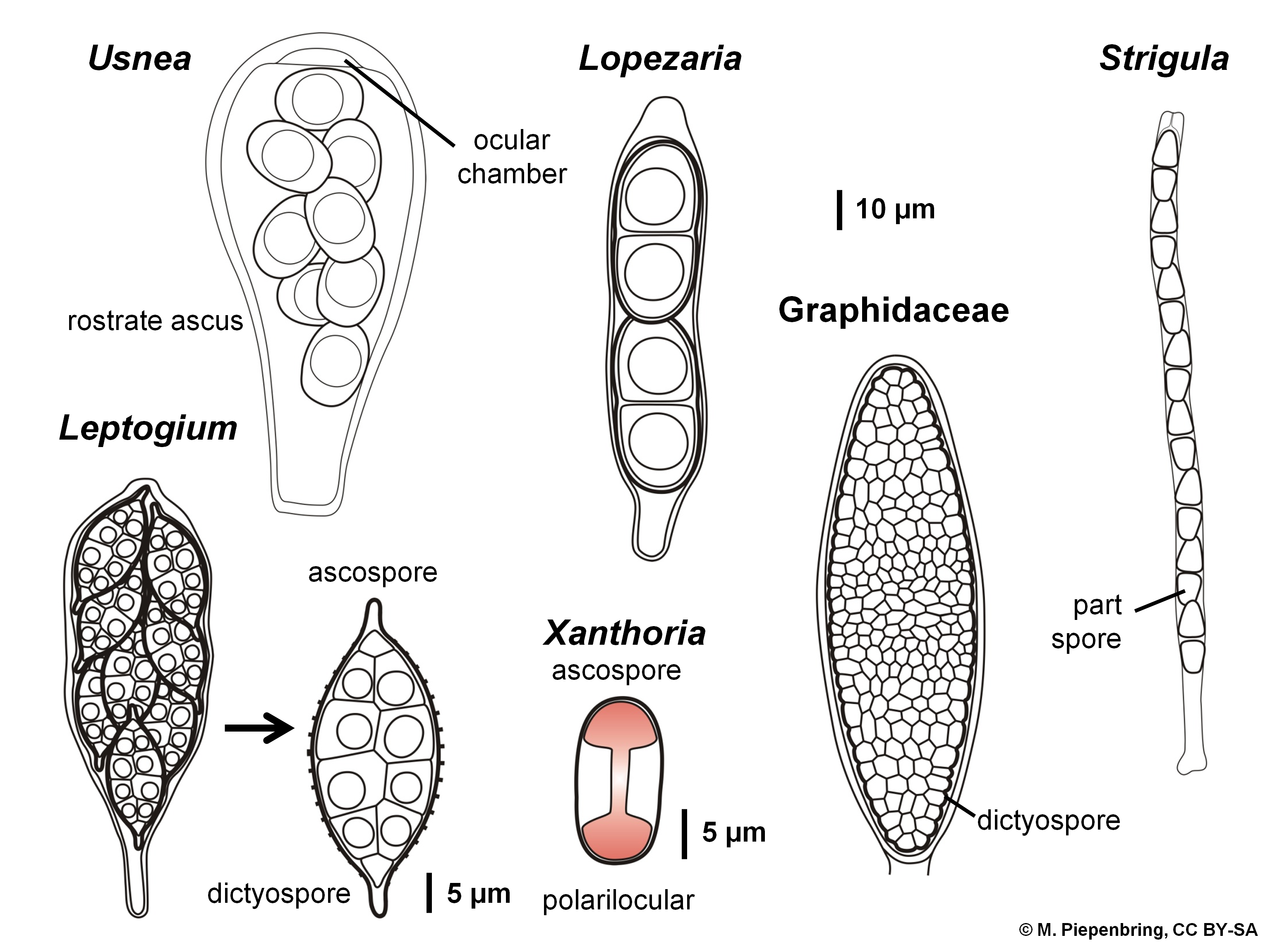
variatie in de vorm van asci en ascosporen

#### Aanhangsels
Aanhangsels van het oppervlak kunnen in veel typen worden onderscheiden:
- haren: vertakte of onvertakte schorscellen, waardoor het korstmos een viltig uiterlijk kan krijgen
- rhizoidharen: haren aan de onderzijde, waarmee het thallus aan het substraat is bevestigd
- tomentum: dichte viltachtige laag van haren, die niet dienen voor de bevestiging aan het substraat
- wratten: zeer kleine korrels, die een soort berijping vormen op het oppervlak
- aders en ribbels
- rhizinen: hyfenbundels aan de onderkant van het thallus, soms ter bevestiging aan het substraat
- ciliën: als rhizinen, maar aan de rand van het thallus ontspringend

#### Vegetatieve vermeerdering
Op het oppervlak van het thallus kunnen organen liggen voor vegetatieve vermeerdering, zoals isidiën en soralen.
Isidiën zijn uitgroeisels van het thallus met algen, die door afbreken dienen voor de vegetatieve voortplanting. Isidiën zijn van schors voorzien. Er worden verschillende vormen van isidiën onderscheiden, zoals kogelvormige isidiën, staafvormige isidiën, schubvormige isidiën en vertakt koraalvormige isidiën.
Soralen zijn organen waar de schors afwezig is en sorediën worden uitgestoten. Sorediën bestaan uit hyfenweefsel met algen. Er worden verschillende vormen van soralen onderscheiden, zoals vleksoralen, spleetsoralen, lipsoralen en manchetsoralen.

## Studie van korstmossen

### Lichenologie
De studie van korstmossen wordt lichenologie genoemd, een specialist op lichenologisch gebied is een lichenoloog. Organisaties op dit terrein zijn onder andere de International Association for Lichenology en in Nederland de Bryologische en Lichenologische Werkgroep (BLWG).

### Lichenometrie
De regelmatige, trage groeisnelheid van korstmossen wordt gebruikt in de geologie en archeologie als dateringsmethode: de lichenometrie. Aan de hand van de oppervlakte van het korstmos, kan men nagaan hoe lang het gesteente aan atmosferische omstandigheden is blootgesteld, om zo de ouderdom van het desbetreffende gesteente te bepalen.

### Systematiek
Omdat de samenlevende partners tot verschillende biologische rijken behoren, is het niet op voorhand duidelijk volgens welke taxonomische conventies de korstmossen ingedeeld moeten worden. Men heeft ervoor gekozen om botanische namen te gebruiken volgens de ICN op grond van de schimmelcomponent (mycobiont). De naam van een korstmos verwijst dus naar de schimmel. Niet alle korstmossen zijn direct aan elkaar verwant: de term "korstmos" kunnen we alleen gebruiken om de levenswijze (ecologie) van de schimmel aan te duiden. De meeste korstmossen rekenen we tot de ascomyceten, maar er zijn ook enkele basidiomyceten die met algen samenleven.
De taxonomie onderscheidt bij korstmossen globaal de volgende groepen:

### Naamgeving
Hoewel de Nederlandse naam korstmossen verwijst naar de korstvormige groeiwijze, hebben veel korstmossen een bladvormige of struikvormige groeiwijze. In 1948 is er een poging ondernomen de naam morsen ingang te doen vinden, om aan te geven dat ze niets met mossen te maken hebben en ook lang niet allemaal korstvormig zijn. Vaak wordt ook gesproken van lichenen.

### Rode Lijst
Op de Nederlandse Rode Lijst Korstmossen zijn 311 soorten vermeld, ingedeeld in acht categorieën van verdwenen tot gevoelig.

## Faunistisch belang
Korstmossen zijn van belang voor tal van soortgroepen binnen het dierenrijk. Zo vormen (micro)gemeenschappen, populaties en/of losse exemplaren van korstmossen veelal al een microhabitat voor verscheidene soorten van de micro-, macro- en mesofauna. Ook zijn er tal van insecten waarvan bekend is dat zij sterk afhankelijk zijn van bepaalde korstmossoorten, zoals de bijvoorbeeld de korstmosspanner. Ook van verschillende grotere zoogdieren, zoals het rendier, is bekend dat deze grazen op korstmossen.